# Silentblock

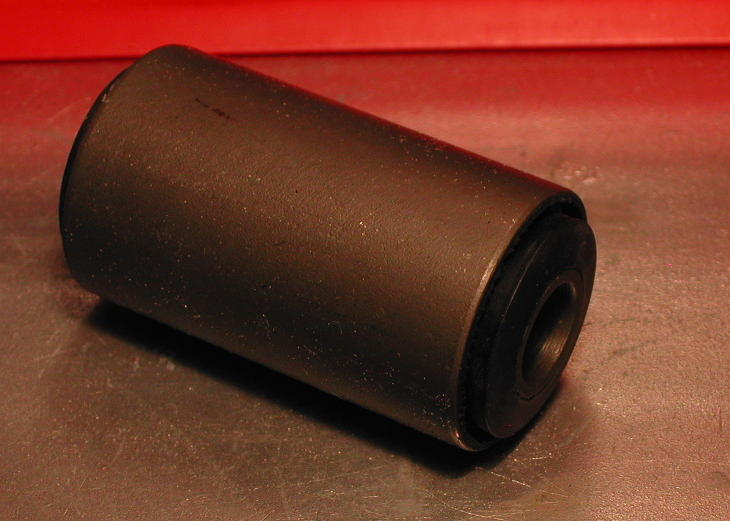
Silentblock del Fiat 500R.

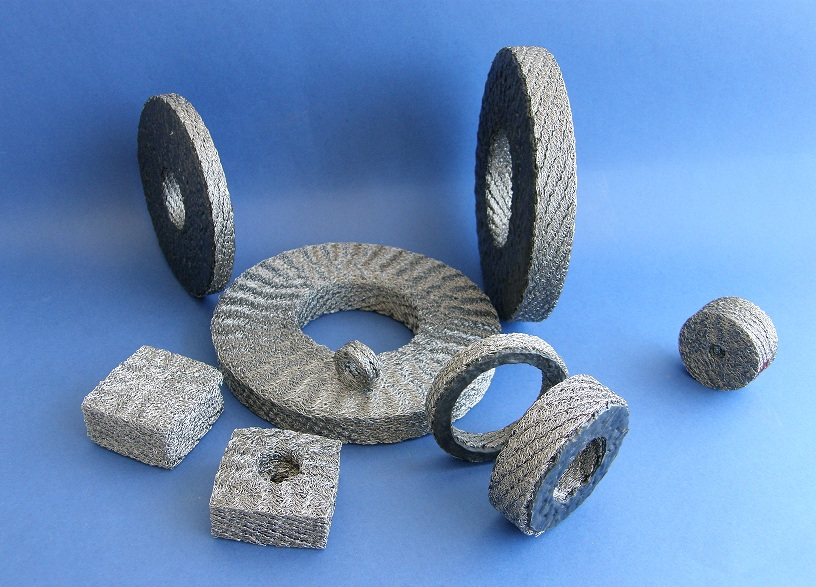
Silentblocks de tejido de hilo de acero inoxidable, Silentflex Inox.

Un «silentblock» es un bloque silencioso, antivibratorio, (literalmente en inglés: bloque silencioso) hecho de un material flexible o elastómero, suele estar fabricado con caucho o tejido de hilo de acero inoxidable, "Silentflex", que le permite absorber vibraciones y choques que involucran componentes mecánicos y la estructura sobre la que está apoyado. Al absorber los choques y las vibraciones elimina los ruidos, y el nombre de la pieza se relaciona con este aspecto.
Por ejemplo, se utiliza para aislar las vibraciones de los motores, para la fijación de un tubo de escape de gases, utilizando silentblocks que absorben las vibraciones de este último, en sistemas de suspensión, etc.
Los silentblocks pueden ser de caucho, de plástico u otros materiales que cumplan los criterios de elasticidad y de la absorción de las vibraciones que reciben. Suelen ser usados como muelles con caucho inyectado entre dos cilindros concéntricos.
Se utilizan generalmente a compresión o a cizalladura, soportan más peso a compresión que a cizalladura.
La duración de un silentblock depende de la marca, diseño y si se monta correctamente, pero puede oscilar entre los 50.000 y los 120.000 km de uso normalmente. Si no se cambia cuando está desgastado, puede llegar a romperse. En estos casos hay que destacar que este tipo de piezas no se pueden reparar, por lo que habrá que cambiar el silentblock dañado por otro.
El mal estado de un silentblock puede generar inseguridad en la conducción del vehículo debido a que se genera  una mayor inestabilidad y menor precisión en la conducción.